# 2014 RC
2014 RC é um pequeno asteroide próximo da Terra que fez uma abordagem perto da Terra de 0,000267 UA (39 900 km). No dia 7 de setembro de 2014 às 18:02 UTC. É o asteroide com a rotação mais rápida até agora descoberto. Ele possui uma magnitude absoluta de 26,8 e tem um diâmetro estimado em torno de 22 metros.

## Descoberta
2014 RC foi descoberto em 1-2 de setembro de 2014 pelo Catalina Sky Survey e Pan-STARRS.

## Características orbitais
A órbita de 2014 RC tem uma excentricidade de 0,3746487 e possui um semieixo maior de 1,312315 UA. O seu periélio leva o mesmo a uma distância de 0,8206580 UA em relação ao Sol e seu afélio a 1.803973 UA.